# Jardín Botánico de la Universidad de Trieste

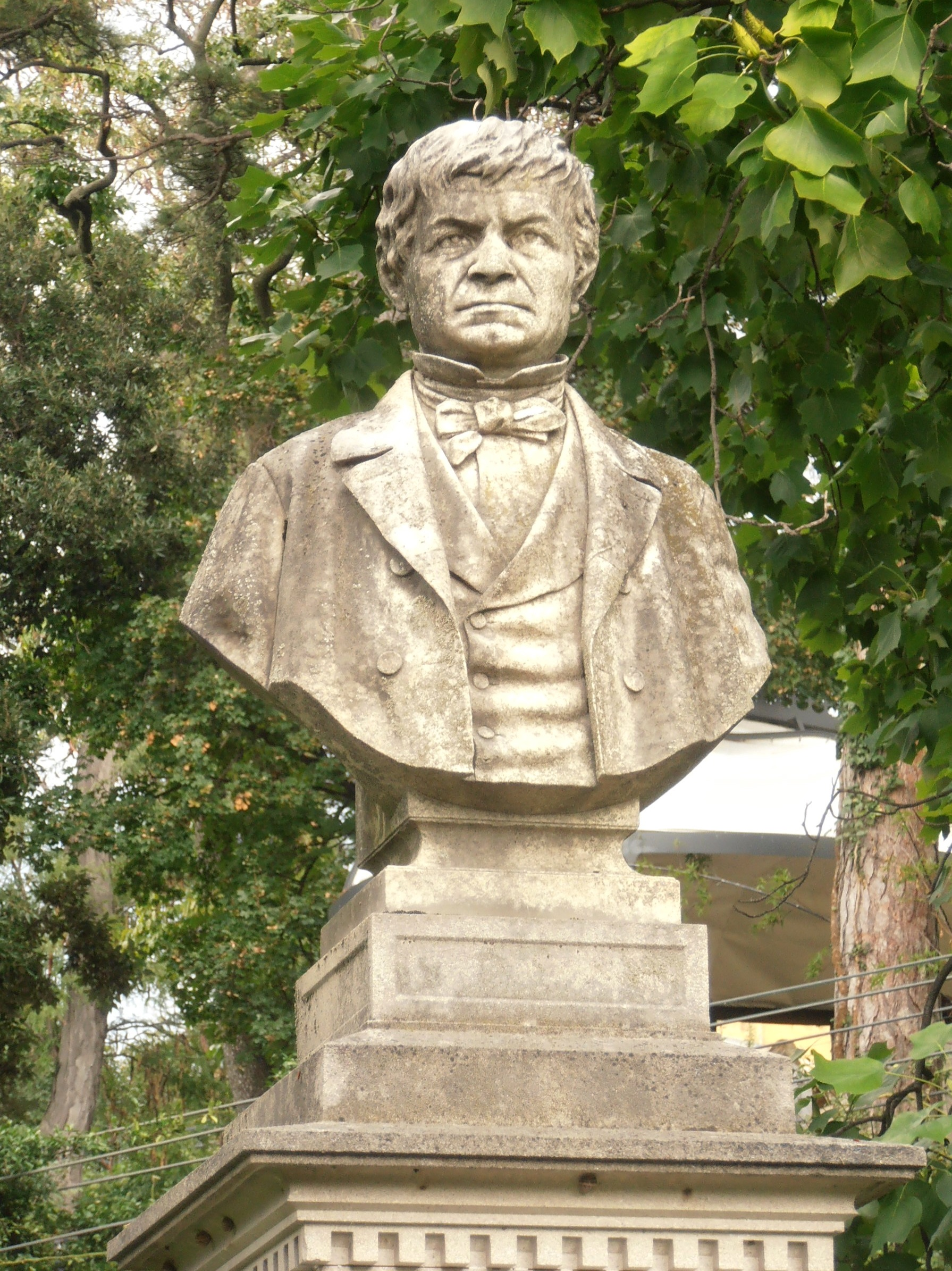
Busto de Bartolomeo Biasoletto en el jardín botánico.

El Jardín Botánico de la Universidad de Trieste (en italiano: Orto Botanico dell'Università di Trieste) es un jardín botánico de 4,2 hectáreas de extensión, que  está administrado por el "Dipartimento di Biologia" de la Universidad de Trieste, en Trieste, Italia. Su código de reconocimiento internacional como institución botánica, así como las siglas de su herbario es TSB.

## Localización
Orto Botanico dell'Università di Trieste Via L. Giorgieri 10, Trieste, C/O Dipartimento di Biologia dell' Universita, Via Monte Valerio 32, Trieste, Provincia de Trieste, Friuli-Venecia Julia, Italia.45°41′40.1994″N 13°44′50.2794″E / 45.694499833, 13.747299833

## Historia
El jardín botánico actual fue establecido en 1963 en los terrenos de "Villa Valerio", la antigua finca de un empresario chocolatero, poco después pasó a la administración de la Universidad de Trieste.
En 1968 fueron añadidos los invernaderos. El catálogo de especies de plantas más reciente data de 1990; desde entonces el jardín botánico no se ha cultivado en su totalidad.

## Colecciones
En la actualidad, alberga unas 700 especies de plantas herbáceas con una 1 hectárea de plantaciones se incluyen los  especímenes de Aesculus hippocastanum, Laurus nobilis, Prunus avium, y Sambucus nigra, además  de Helleborus, Polypodium, Seseli, y Valeriana.
El resto del terreno se mantiene en estado silvestre con especies como Carpinus orientalis, Centaurea forojuliensis, Pinus nigra, Quercus petraea, Quercus pubescens, además de Dianthus tergestinus, Euphorbia characias wulfenii, Potentilla tommasiniana, Ruscus aculeatus, etc.
Plantas acuáticas con Nymphaea, Nuphar, Eichornia crassipes, Pistia stratiotes, Cyperus papyrus,
En un invernadero se alberga una colección de unas 80 especies de plantas suculentas incluyendo Aizoaceae, Cactaceae, Crassulaceae, y Euphorbiaceae, con los géneros Agapanthus, Crinum, Ficus, y las especies Ficus macrophylla, Cephalocereus euphorbioides, Euphorbia cactus; El otro invernadero está dedicado a especies de climas templados.